# 道の駅くずまき高原
道の駅くずまき高原（みちのえき くずまきこうげん）は、岩手県岩手郡葛巻町にある国道281号の道の駅である。愛称は北緯40度ミルクとワインの里。

## 施設
- 駐車場
  - 普通車：80台
  - 大型車：8台
  - 身障者用：2台
- トイレ（いずれも24時間利用可能）
  - 男：大 3器、小 6器
  - 女：9器
  - 身障者用：2器
- 公衆電話：1台
- 公衆FAX：1台
- 産直ハウスほすなある
  - 生産物直売所
  - レストラン（11:00 - 17:00 ラストオーダー16:00）
- ラーチパーク
- ラベンダー園
- 休憩所

## エリア放送
産直ハウスほすなあるに、葛巻町のワンセグ放送の地上一般放送局が設置
されていた。
| 免許人 | 局名             | 呼出符号     | 物理チャンネル | 周波数        | 空中線電力 | ERP   |
| ------ | ---------------- | ------------ | -------------- | ------------- | ---------- | ----- |
| 葛巻町 | 葛巻03エリア放送 | JOXZ2AW-AREA | 32ch           | 587.142857MHz | 770μW      | 770μW |

## 休館日
- 毎月第1月曜日（祝祭日の場合は第2月曜日）

## アクセス
- 国道281号

## 周辺
- くずまき高原牧場
- 蒲沢
- 三角山